# Casa Curutchet
La Casa Curutchet és un habitatge unifamiliar dissenyat per l'arquitecte suís Le Corbusier i construït a la ciutat de la Plata, capital de la província de Buenos Aires, a l'Argentina, entre els anys 1949 i 1953. L'adreça exacta és Avinguda 53 Nº 320, entre 1 i 2.
L'any 2016, va ser declarada Patrimoni de la Humanitat per la Unesco. Repartits en set països, els 17 llocs integrants del patrimoni mundial anomenat Obra arquitectònica de Le Corbusier - Contribució excepcional al Moviment Modern. El conjunt d'ells constitueixen un testimoni de la invenció d'una nova manera d'expressió de l'arquitectura, en clara ruptura amb les seves formes anteriors. Les obres arquitectòniques d'aquests llocs van ser realitzades per Le Corbusier al llarg de cinquanta anys de "recerca pacient", segons les seves pròpies paraules. El Complex del Capitoli de Chandigarh (Índia), el Museu Nacional de Belles Arts d'Occident de Tòquio (Japó), la casa del Dr. Curutchet a La Plata (Argentina) i la Unitat d'Habitatges de Marsella (França), entre altres construccions, posen de manifest les solucions aportades al segle XX pel Moviment Modern al repte de renovar les tècniques arquitectòniques per satisfer les necessitats de la societat. Aquestes obres mestres del geni humà també constitueixen un testimoni de la internacionalització de l'arquitectura a escala planetària.

## Història

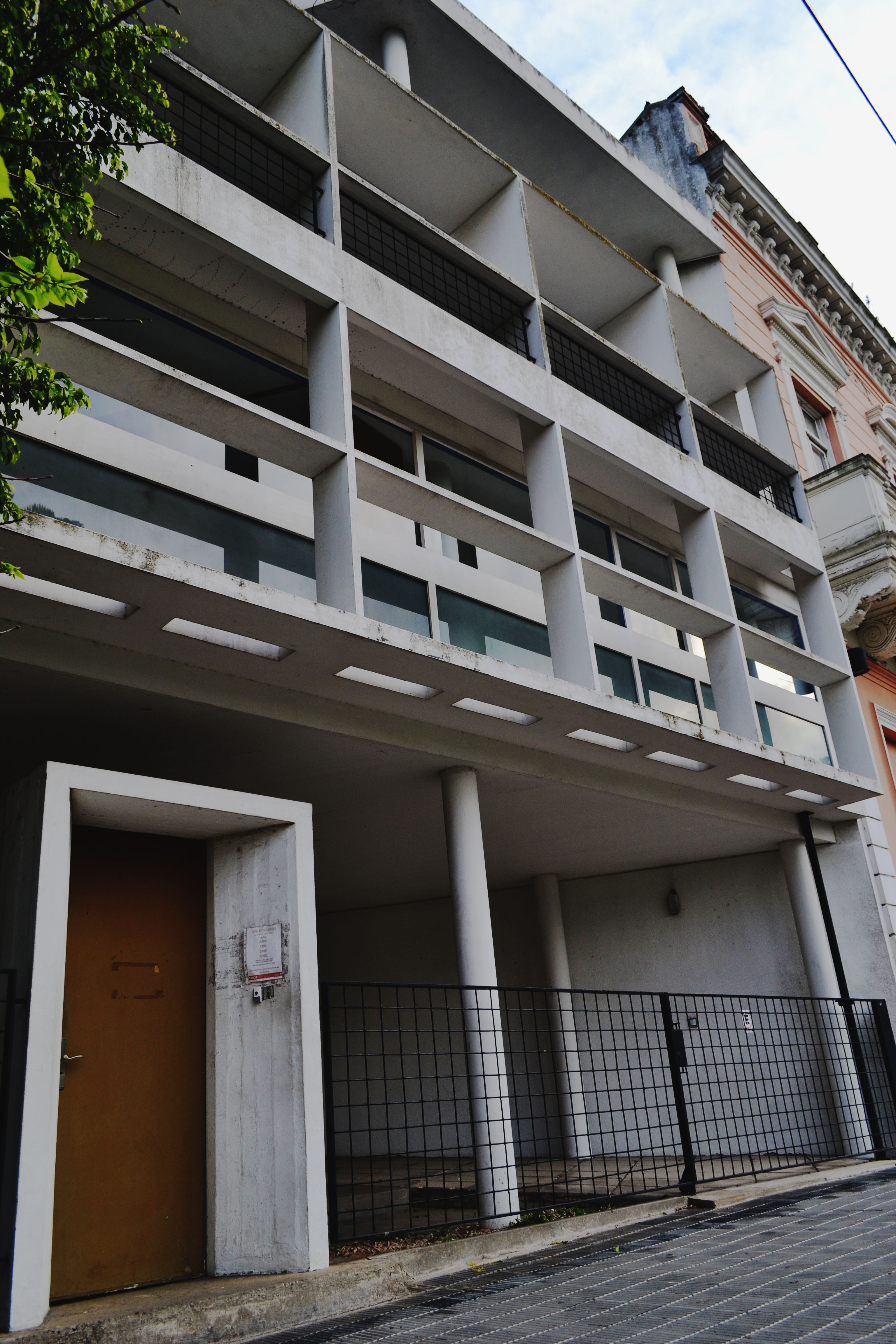
Els "brise-soleils" de formigó armat modulen la façana.

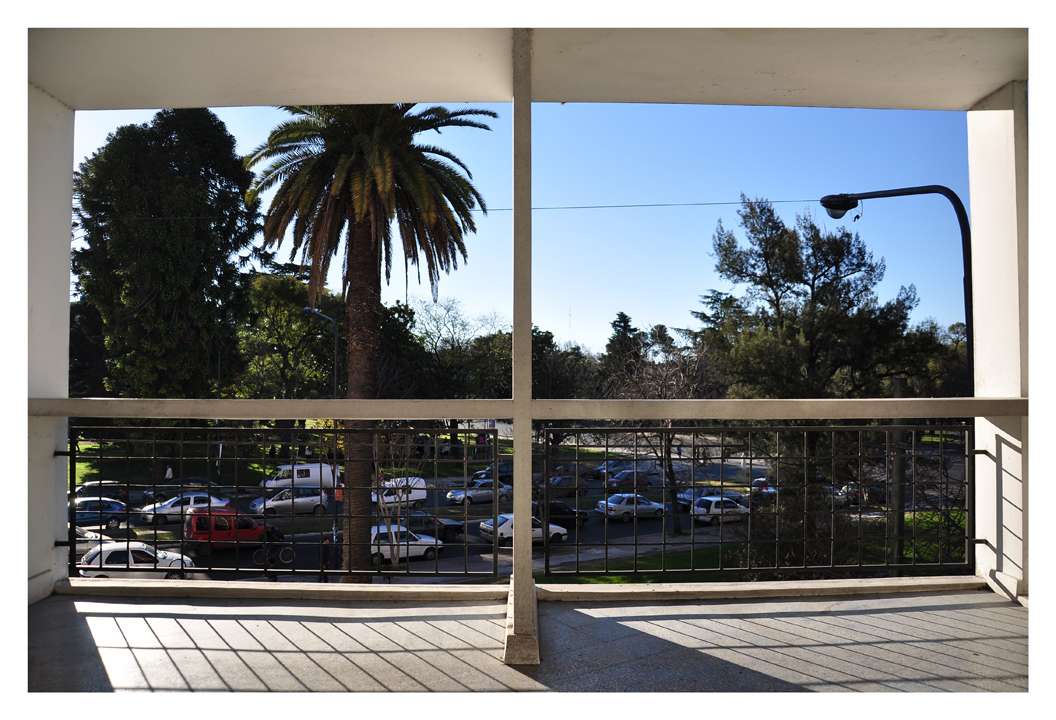
Vista de la plaça des de la terrassa.

Després de diversos fracassos intentant construir una obra a Amèrica del Sud, Le Corbusier va establir una forta relació amb els professionals llatinoamericans i va mantenir correspondència regular amb l'argentí Amancio Williams (qui li va encarregar inicialment la construcció de la casa Curutchet).
L'any 1948, el cirurgià i inventor d'instrumental quirúrgic Pedro Domingo Curutchet, va decidir tornar a establir-se en La Plata i li va encarregar els plànols d'una casa a Le Corbusier, qui buscava concretar el pla urbà que havia dissenyat per a Buenos Aires.
Declarada d'interès provincial, turístic i Monument Històric Nacional l'any 1987, la casa és actualment seu del Col·legi d'Arquitectes de la Plata, que la lloga als hereus de Curutchet. El 17 de desembre de 2010, el Senat bonaerense va sancionar una llei que declara a l'immoble “d'utilitat pública i subjecte a expropiació”, per “preservar, enriquir i difondre el patrimoni cultural, històric, arquitectònic i urbanístic”.
És un dels pocs projectes de Le Corbusier a Llatinoamèrica i el Ministeri de Cultura i Comunicació francès amb l'auspici de la República Argentina, Bèlgica, Alemanya, Japó i Suïssa, la van nominar per integrar la Llista del Patrimoni Mundial de Béns Culturals i Naturals d'Excepcionals de la Unesco.
A la sessió realitzada el 17 de juliol de 2016 a Istanbul, la Unesco la va declarar Patrimoni de la Humanitat, al costat d'altres tres nous llocs en la seva llista d'obres dissenyades pel prestigiós arquitecte.

## Descripció
L'arquitecte va projectar l'habitatge en un terreny de només 180 m², entre mitgeres, sense deixar de tenir en compte l'entorn de la ciutat i la proximitat del seu bosc.
La construcció constitueix un curiós i assolit exemple des del punt de vista plàstic d'adaptació dels principis característics de l'arquitectura domèstica de Le Corbusier a les particularitats del context urbà d'una ciutat argentina.
En aquest cas aquestes particularitats se centren essencialment en dos temes:
1) La construcció d'un habitatge unifamiliar en un terreny de dimensions limitades entre mitgeres, circumstància inèdita en la producció anterior de l'autor, la qual cosa determina un habitatge d'una sola façana.
2) El fet que a conseqüència de l'estructuració urbana de la ciutat de la Plata segons avingudes diagonals, l'eix longitudinal del terreny tingui una inclinació propera als 45° pel que fa a la línia municipal.
Le Corbusier, enfrontat a aquests dos fets, va respondre a ells amb notable destresa, derivant d'aquesta resposta el seu partit. Aquest consisteix efectivament a dividir el programa en dos blocs.
El primer conté en el primer pis els consultoris i àmbits de treball del comitent i en el segon la terrassa jardí i es pren a la línia municipal respectant així la continuïtat de façanes de la quadra i absorbint en la seva materialitat la divergència angular esmentada. La consolidació d'aquest front està accentuada per la prolongació del para-sol cap amunt, que emmarca virtualment el front de la terrassa, i pel sostre d'aquesta en doble altura, recolzat contra la fita més alta. En el bloc posterior està l'habitatge.
L'any 1926 Le Corbusier havia determinat els anomenats «cinc punts d'una nova arquitectura», materialitzats completament en aquesta obra:
1. La planta lliure: per Le Corbusier, la planta baixa de l'habitatge, igual que el carrer, pertanyia a l'automòbil, ja sigui per a circulació o aparcament, per aquest motiu l'habitatge s'elevava sobre pilotis deixant tota la planta baixa lliure per permetre el moviment dels vehicles.
2. La terrassa-jardí: per Le Corbusier la superfície ocupada en planta per l'habitatge devia ser retornada a la naturalesa en forma de jardí en la coberta de l'edifici, convertint l'espai sobre l'habitatge en un àmbit aprofitable per a l'esplai, que a més permetia mantenir condicions d'aïllament tèrmic sobre les noves lloses de formigó.
3. Els «pilotis»: aprofitant l'acció conjunta de les lloses de formigó i els pilars metàl·lics, aquests últims tenen un consum de sòl en l'habitatge menyspreable comparat amb els murs de càrrega tradicionals o els pilars de maó o formigó. D'aquesta forma, es millora l'aprofitament funcional i de superfícies útils, alliberant a la planta de condicionants estructurals.
4. La finestra longitudinal: pel mateix motiu del punt anterior, també els murs exteriors s'alliberen, i les finestres poden abastar tot l'ample de la construcció, millorant la relació amb l'exterior.
5. La façana lliure: complementari del punt anterior, els pilars metàl·lics es retarden respecte de la façana, alliberant a aquesta de la seva funció estructural.

El disseny de l'elevació de carrer és un dels punts destacats del projecte "A la Casa Curutchet, Le Corbusier resumeix el procés compositiu de la vista frontal aplicant l'enfocament pictòric purista. El disseny és un equilibrat joc de signes aplicats a l'espai.

## L'home del costat
La casa Curutchet és el principal escenari de la pel·lícula argentina L'home del costat, protagonitzada per Rafael Spregelburd i Daniel Aráoz. En el film Leonardo (interpretat per Spregerlburd) és un refinat dissenyador que habita la casa, mentre que Víctor (Aráoz) és el veí que viu de l'altre costat de la mitgera.

## Galeria d'imatges
<

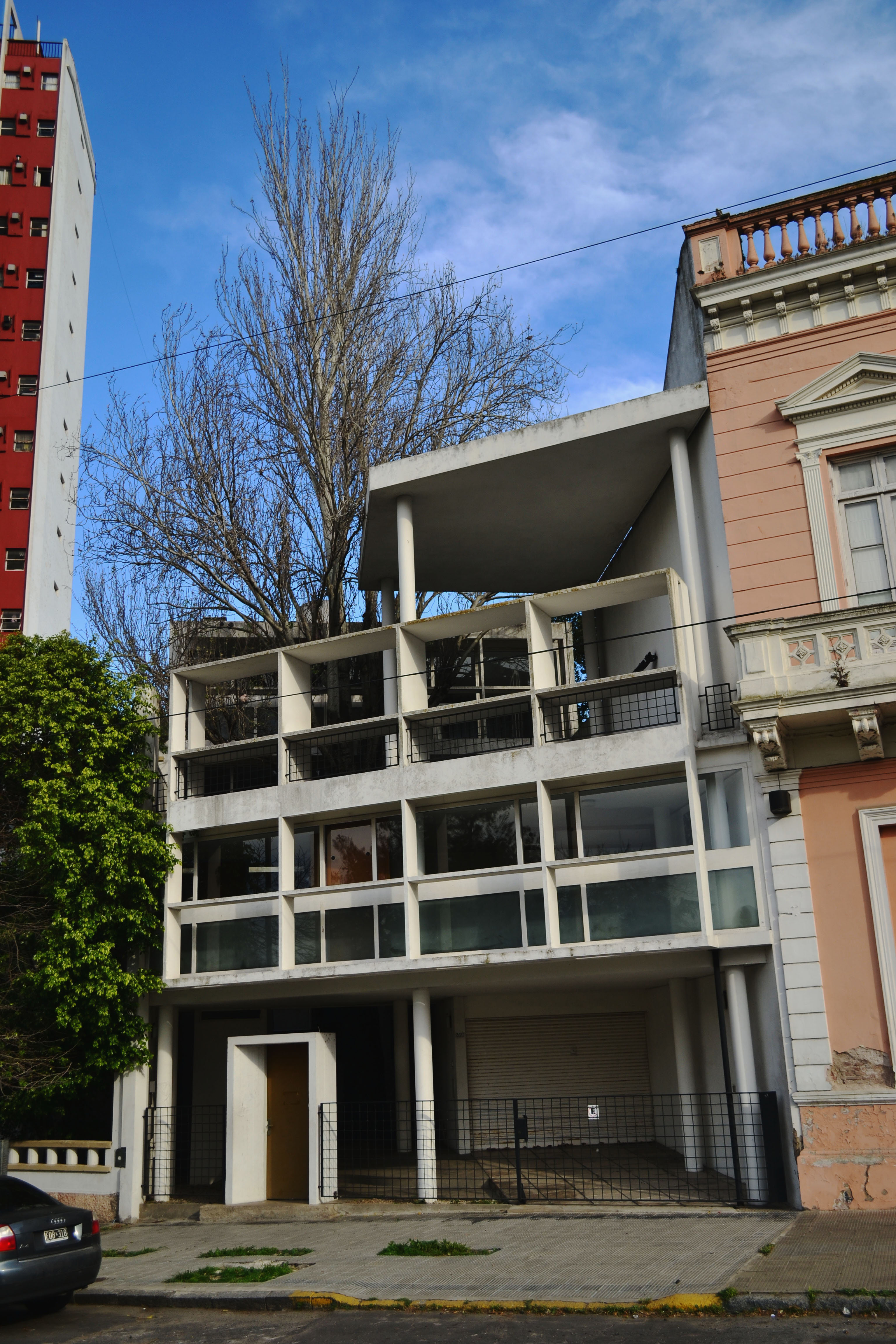
Façana de la casa
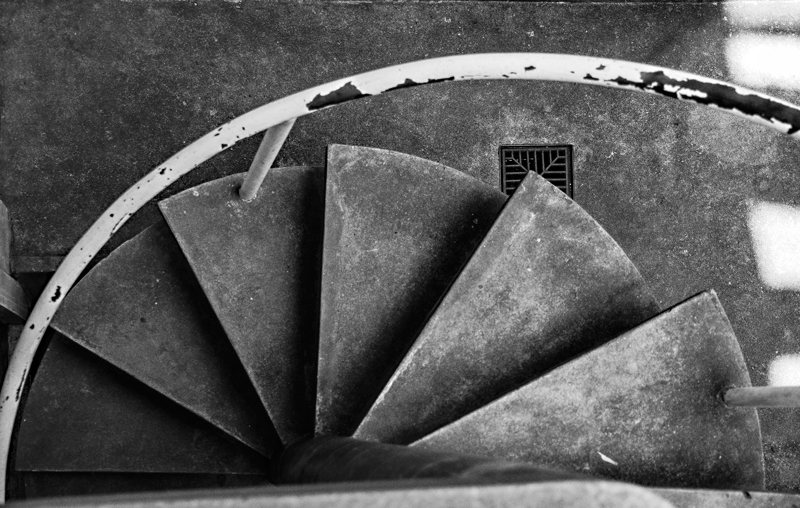
Detall de l'escala helicoidal
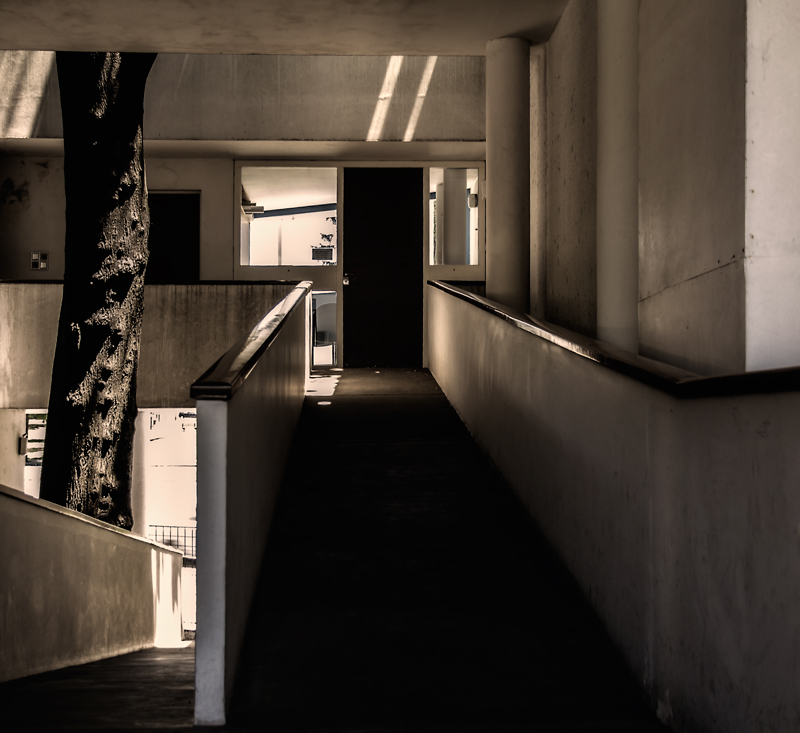
Rampa interior
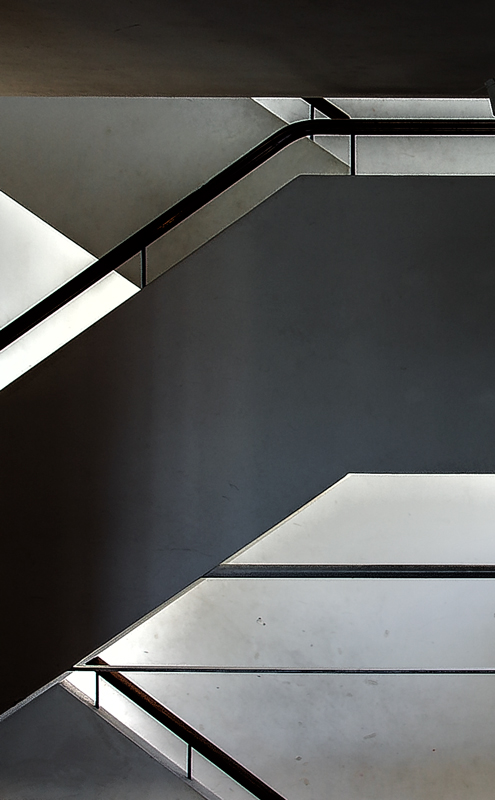
Escala interna